# 德米特里·孚尔玛诺夫号
德米特里·孚尔玛诺夫号是一个德米特里·孚尔玛诺夫级邮轮，专门用于内河航运。德米特里·孚尔玛诺夫号建造于东德博伊岑堡，于1983年投入运营，母港位于彼尔姆。德米特里·孚尔玛诺夫号是以一个俄罗斯著名政委兼作家德米特里·孚尔玛诺夫的名字命名的。德米特里·孚尔玛诺夫号现任船长是亚历山大·克兹米尼克。

## 简介
德米特里·孚尔玛诺夫号建造于东德博伊岑堡，于1983年投入运营，母港位于彼尔姆，以一个俄罗斯著名政委兼作家德米特里·孚尔玛诺夫的名字命名。船上有两个餐厅、三个酒吧、一个休息室、一个会议厅和一个纪念品商店，共能同时容纳326名乘客。其IMO码为8218598，目前船只所有权归卡玛航运公司所有，运营权归阿兹里特所有。